# Krokodilfarm

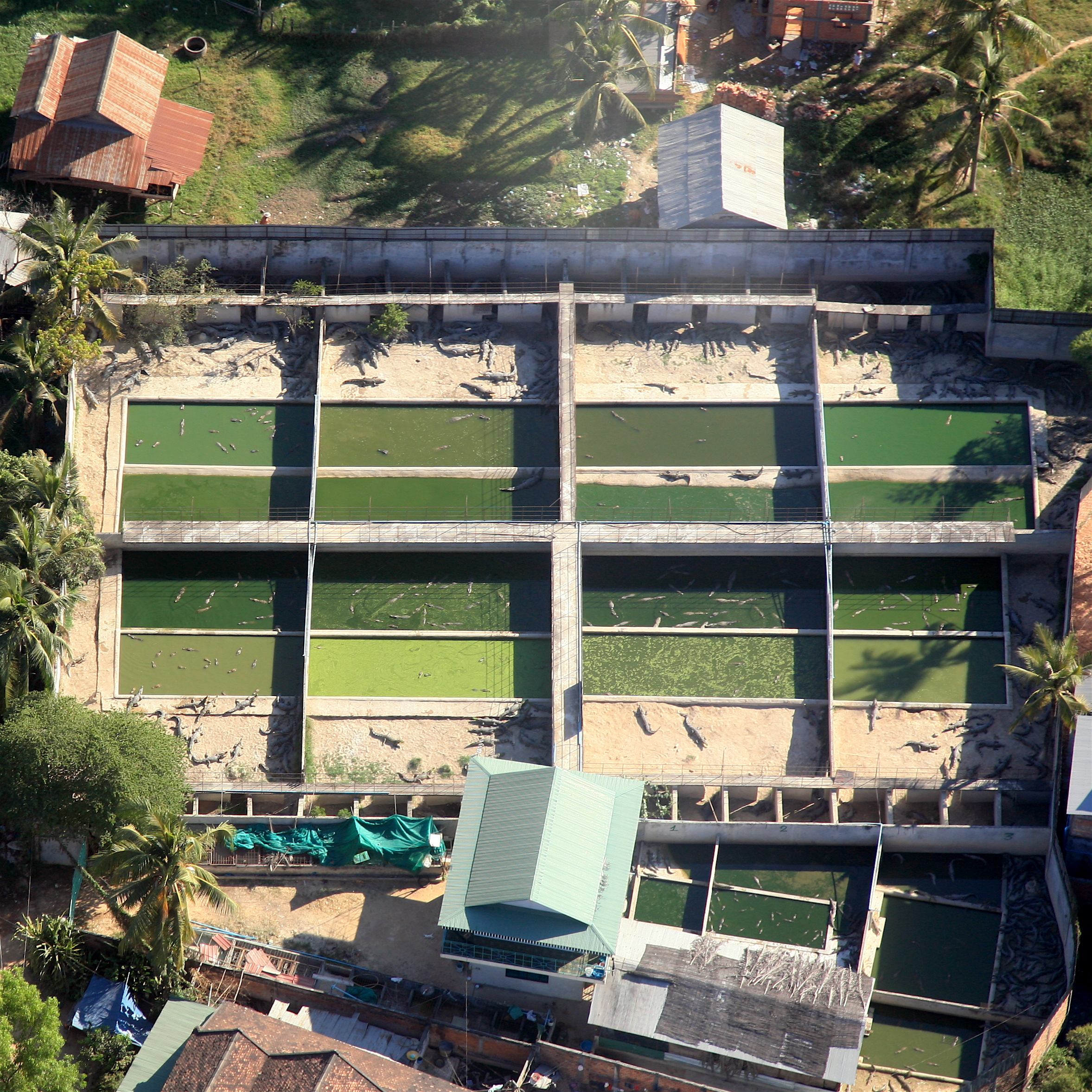
Luftbild einer Krokodilfarm in Kambodscha

Bassin einer Krokodilfarm nahe Jayapura (Indonesien)

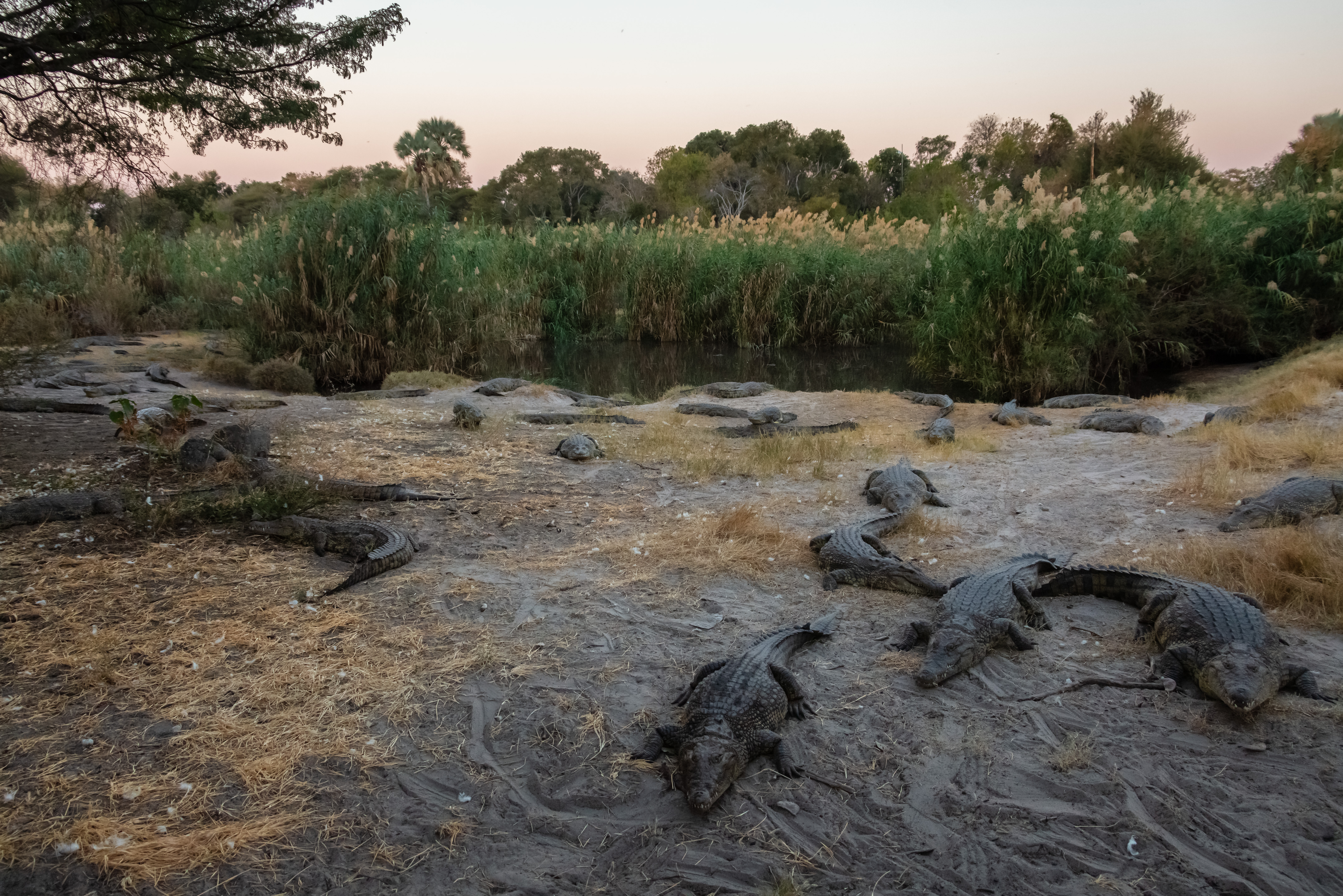
Krokodilfarm in Maun, Botswana

Krokodilfarmen sind landwirtschaftliche Betriebe, die sich auf die Aufzucht und Vermarktung von Krokodilen und/oder Krokodilprodukten spezialisiert haben. Das Hauptprodukt ist Krokodilleder.

## Geschichte
Die ersten Farmen wurden zu Beginn des 20. Jahrhunderts gegründet. Anfänglich glichen sie eher zoologischen Gärten als gewerblichen Zuchtunternehmen. Als jedoch Anfang der 1960er Jahre erste Schutzgesetze in Kraft traten, um die bedrohten Krokodile zu schützen, machten diese es erforderlich, Krokodilleder aus Zuchtbetrieben zu beziehen. Dieses trieb den Preis in die Höhe und machte die Krokodilzucht zu einem lukrativen Geschäft.
Heutzutage gibt es zwei Formen von Farmen. Die staatlich subventionierten Zuchtbetriebe, welche die Tiere züchten, um die Wildpopulation aufzustocken und die privaten Unternehmen, die Krokodile als Produkt vermarkten. 
Die Einnahmen der meisten privaten Krokodilfarmen kommen aus den Sektoren Tourismus und der Vermarktung von Fleisch, das in letzter Zeit an Beliebtheit gewonnen hat, sowie von den Häuten.

## Verbreitung
Krokodilfarmen sind überall dort zu finden, wo die heute noch lebenden 23 verschiedenen Krokodil-, Gavial- und Alligatorarten heimisch sind. Dies sind vor allem Australien, große Teile Südostasiens, Afrika, Nordamerika sowie Mittel- und Südamerika, hier vor allem das Amazonasbecken.